# La novia (brano musicale)
La novia (1961) è una canzone scritta da Joaquin Prieto e interpretata da suo fratello, il cantante e attore cileno Antonio Prieto. Ebbe un successo internazionale nella versione inglese cantata da Julie Rogers, intitolata The Wedding.
La versione in italiano, con testo di Mogol e Tony Dallara, venne incisa da Tony Dallara, Claudio Villa, Domenico Modugno, e Marino Barreto. Il testo in italiano ricalca più fedelmente quello originale di Joaquin Prieto, rispetto alla versione in inglese.
La canzone, nell'interpretazione originale, ha ispirato un film omonimo del 1962, in cui compare Antonio Prieto.